# 출생주의
출생주의 (出生主義, natalism)는 인간이 태어나는 것은 그 사회에 부정적인 면보다 긍정적인 면이 더 크므로, 자녀를 낳는 것은 권장되어야 한다는 윤리관이다.
종교적 관점, 국익적 관점, 인구가 늘면 행복의 총합이 늘어난다는 공리적 관점 등이 있다.
출산주의가 더 적절한 번역이 아니냐는 의견이 존재한다.

## 같이 보기
- 반출생주의